# Jelenlegi keresztény pátriárkák listája
A regnáló keresztény pátriárkák listája.

## A katolikus részegyházak pátriárkái
Ez a lista a katolikus részegyházak pátriárkáit tartalmazza:

| Székhely                          | Név                                                          | Választás |
| --------------------------------- | ------------------------------------------------------------ | --------- |
| Róma                              | Ferenc pápa                                                  | 2013      |
| Velence                           | Francesco Moraglia érsek (IV. Ferenc)                        | 2012      |
| Lisszabon                         | Manuel Clemente bíboros (III. Mánuel)                        | 2013      |
| Jeruzsálem                        | Pierbattista Pizzaballa (Ker. Péter)                         | 2020      |
| Örmények                          | XXI. Rafael Péter katolikosz pátriárka (XXI. Péter)          | 2015      |
| Alexandria (koptok)               | Ibrahim Isaac Sidrak pátriárka (Ábrahám)                     | 2013      |
| Antiochia (maroniták)             | Bechara Boutros al-Rahi bíboros                              | 2011      |
| Antiochia (melkiták)              | Youssef Absi pátriárka (József)                              | 2017      |
| Antiochia (szír katolikus egyház) | Mar Ignatius Joseph III Younan pátriárka (III. Ignác József) | 2009      |
| Babilon (káldok)                  | Louis Raphael Sako pátriárka (I. Lajos Rafael)               | 2013      |
| Nyugat-India                      | betöltetlen 1963 óta                                         |           |
| Kelet-India                       | Filipe Neri Ferrão érsek (Fülöp)                             | 2004      |

## Az ortodox egyházak pátriárkái
Ez a lista az ortodox egyházak pátriárkáit tartalmazza. A lista sorrendje egyben a tiszteletbeli rangsornak is megfelel. 
| Székhely        | Név                                                 | Választás |
| --------------- | --------------------------------------------------- | --------- |
| Konstantinápoly | I. Bartholomaiosz egyetemes pátriárka (I. Bertalan) | 1991      |
| Alexandria      | II. Theodorosz pápa és pátriárka (II. Teodor)       | 2004      |
| Antiochia       | X. János pátriárka                                  | 2012      |
| Jeruzsálem      | III. Theophilosz pátriárka (III. Teofil)            | 2005      |
| Moszkva         | Kirill pátriárka (Cirill)                           | 2009      |
| Ciprus          | II. Kriszosztomosz érsek (II. Krizosztom)           | 2006      |
| Grúzia          | II. Ilia katolikosz pátriárka (II. Éliás)           | 1977      |
| Szerbia         | Porfirije szerb pátriárka                           | 2021      |
| Románia         | Dániel pátriárka                                    | 2007      |
| Bulgária        | Neofit pátriárka                                    | 2013      |

## Az antikhalkédóni egyházak pátriárkái
Ez a lista az antikhalkédóni egyházak pátriárkáit tartalmazza:

| Székhely                      | Név                                                 | Választás |
| ----------------------------- | --------------------------------------------------- | --------- |
| Alexandria                    | II. Tavadrosz pápa és pátriárka (II. Teodor)        | 2012      |
| Antiochia                     | II. Ignatius Aphrem pátriárka (II. Ignác Efrém)     | 2014      |
| Örményország                  | II. Karekin katolikosz                              | 1995      |
| Cilicia                       | I. Aram, ciliciai örmény katolikosz                 | 1995      |
| Jeruzsálem                    | Nurhan, jeruzsálemi örmény pátriárka                | 2013      |
| Konstantinápoly               | II. Szahak, konstantinápolyi örmény pátriárka       | 2019      |
| Etiópia                       | Mathias katolikosz pátriárka (Mátyás)               | 2013      |
| Eritrea                       | betöltetlen 2022. december 2. óta                   |           |
| India                         | II. Baselios Mar Thoma Paulose katolikosz (II. Pál) | 2010      |
| Szír malankara ortodox egyház | I. Baselios Thomas katolikosz (I. Tamás)            | 2002      |

## A nesztoriánus egyházak pátriárkái
Ez a lista az nesztoriánus egyházak pátriárkáit tartalmazza:

| Székhely             | Név                                           | Választás |
| -------------------- | --------------------------------------------- | --------- |
| Asszír keleti egyház | III. Mar Awa katolikosz pátriárka             | 2021      |
| Ősi keleti egyház    | III. Mar Gewargis Younan katolikosz pátriárka | 2022      |